# Marinus Andersen
Alfred Marinus Andersen (19. april 1895 i Aalborg – 14. marts 1985) var en dansk arkitekt.
Marinus Andersen kom i tømrerlære 1909 (C.A. Jensen, Aalborg), blev tømrersvend 1914 og gik på Aalborg Tekniske Skole. Han blev derefter uddannet på Kunstakademiets Arkitektskole 1916-1925. Han var lærer i opmåling ved Akademiet 1924-1938 og drev egen tegnestue fra 1930. Han byggede ikke meget, men fik til gengæld stor betydning som opmåler, da han var en fremragende tegner. Samtidig var han en dygtig restaurator, og han fik en del opgaver med restaurering af kirker, hvor han gik nænsomt og historisk til værks. Han var på flere rejser, England 1921, Delfi i Grækenland ved École française d'Athènes opmålinger 1924 og 1932, Frankrig, Spanien og Italien 1926.
Andersen udstillede på Charlottenborg Forårsudstilling 1927. Samme år blev han gift 11. november i København med Gerda Julie Olsen (24. december 1898 i Hedehusene – 31. maj 1986), datter af teglværksejer, senere direktør, borgmester Adolf Frederik Olsen og Ida Vilhelmine Grüttner.

## Værker
- Villa, Gruts Allé, Hellerup (ca. 1930, sammen med Carl Neye)
- Om- og nybygning af Johs. Neye hovedafdeling, Vimmelskaftet, København (1930-31, sammen med Carl Neye)
- Etagebyggeri, Rosenvængets Allé 15, Østerbro (1931)
- Villa, Skovagervej 11, Ordrup (1934-37)
- Om- og tilbygninger i Gilbjerg Strandhuse ved Gilleleje (1941, sammen med Viggo Sten Møller)
- Feriebyer for Dansk Folkeferie i Karrebæksminde, Middelfart og Nykøbing Falster (alle 1940'erne)
- Nyt våbenhus til Dragør Kirke (1959)

### Restaureringer
- Rørby Kirke (1938-39, indvendigt istandsat og nyt stoleværk sammen med billedhugger Kaj Louis Jensen)
- Store Heddinge Kirke (1942-65)
- Sankt Bendts Kirke, Ringsted (1944-85)
- Vor Frue Kirke og Den gamle Latinskole, Kalundborg (1945-75)
- Orgel og stoleværk til Onsbjerg Kirke, Samsø (1945-52, sammen med billedhugger Inger Marie Jørgensen)
- Garnisonskirken, København (1950-62)
- Prædikestol i Kundby Kirke (1952, sammen med E.V. Jensen)
- Rudkøbing Kirke (1956)
- Stenløse Kirke (1956-57)
- Nykirke, Bornholm (ca. 1960)
- Indvendig restaurering af Ishøj Kirke (1959)
- Årby Kirke (1960'erne)

### Projekter
- Ombygning af Statens Museum for Kunst (ca. 1932, sammen med Leo Swane og Viggo Sten Møller)
- Restaurering af Herlufmagle Kirke (1951)
- Hvælv indbygget i Gentofte Kirke (1954, model i kirken)

### Skriftlige arbejder
- Opmålinger og tekst til "Det Chinesiske Lysthus", Frederiksberg Have (1922)
- Redaktion af Kliken (1924)
- bidrag til Dagbladet København (1926-28)
- jævnlige indlæg i Architekten og Nyt Tidsskrift for Kunstindustri.